# Pyrrhura cruentata
El perico grande o cotorra tiriba (Pyrrhura cruentata) es una especie de ave psittaciforme de la familia de los loros (Psittacidae) que solo habita ciertas selvas costeras de Brasil.